# Copris bengalensis
Copris bengalensis là một loài bọ cánh cứng trong họ Bọ hung (Scarabaeidae).